# Project for the Study of Alternative Education in South Africa

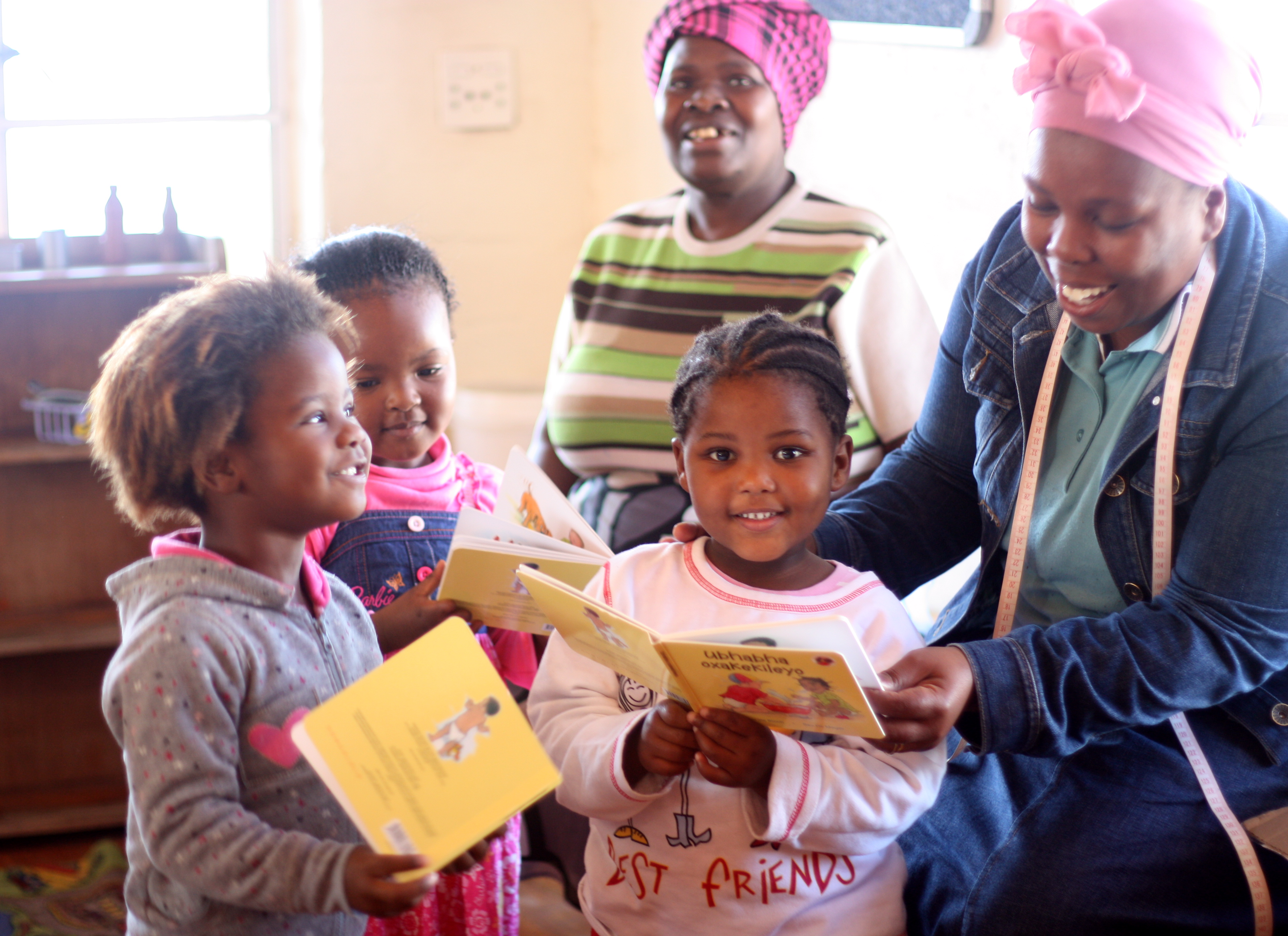
Barn och vuxna läser och samtalar om böcker

Project for the Study of Alternative Education in South Africa (PRAESA) är en sydafrikansk organisation för läsfrämjande, som är knuten till University of Cape Town.
Organisationen grundades 1992 som en forsknings- och utvecklingsenhet ansluten till Cape Town University av Neville Alexander mot bakgrund av motståndet mot apartheidsystemets utbildningspolitik. PRAESA är baserat i Kapstaden och fokuserar numera på läsfrämjande verksamhet för barn och ungdomar i Sydafrika.
PRAESA har tre grundläggande mål: att erbjuda barn högkvalitativ litteratur på de olika sydafrikanska språken, att samarbeta med och skapa nätverk mellan läsfrämjande organisationer och förläggare samt att initiera och genomföra aktiviteter som verkar för en levande läs- och berättarkultur i socialt utsatta områden.
Organisationen har gett ut "The Little Hands Books", en serie små böcker på olika afrikanska språk. De har även projekt som kombinerar muntligt berättande med läsning, sånglekar och dramatiseringar samt har ett nätverk med läsklubbar som uppmuntrar vuxna att läsa tillsammans med barn.
Genom kampanjen Nal'ibali, där Praesa samarbetar med bland annat Times Media, verkar man för att sprida läsglädje och skapa läskultur. De driver läseklubbar i utsatta områden där volontärer i alla åldrar träffar barnen på fritiden för att läsa, berätta och utveckla såväl sitt modersmål som engelska på ett lustfyllt sätt. För att öka tillgången på god litteratur på alla de officiella sydafrikanska språken trycks berättelser upp som distribueras som bilagor till stora tidningar samt direkt till läseklubbarna.
Praesa fick Litteraturpriset till Astrid Lindgrens minne 2015.
| ”                            | Med läsglädjen som ledstjärna ger PRAESA unika möjligheter för barn och ungdomar i Sydafrika att få tillgång till litteratur. Kreativa läs- och berättarprojekt skapar sociala sammanhang och gör litteraturen levande på flera språk. | „ |
| – Ur juryns motivering, 2015 | |   |